# Neolitsea javanica
Neolitsea javanica är en lagerväxtart som först beskrevs av Carl Ludwig von Blume, och fick sitt nu gällande namn av Cornelis Andries Backer. Neolitsea javanica ingår i släktet Neolitsea och familjen lagerväxter. Inga underarter finns listade i Catalogue of Life.